# Антоніо Муньйос Дегран
Антоніо Муньйос Дегран або Дегрейн (ісп. Antonio Muñoz Degrain; нар. 18 листопада 1840[…] , Валенсія  — пом. 12 жовтня 1924[…] , Малага ) — один з найкращих іспанських художників-пейзажистів XIX ст., що працював також у інших жанрах. Викладач.

## Ранні роки й освіта
Мав просте походження, його батько був ремісником-годинникарем. Під час вибору майбутньої справи батьки наполягали, щоби син став будівельником і вивчав архітектуру. Він почав вивчати архітектуру, але цікавість до живопису переважила і він перейшов до опанування живопису. Навчався в Королівській академії красних мистецтв Сан-Карлос у місті Валенсія. Його керівник в класі живопису — художник Рафаель Монтесінос Раміро (1811—1877). Під час навчання в академії його уяву розпалювала Італія з її скарбами мистецтва і він, маючи обмаль грошей, планував пішки дістатися Італії.

## Участь у виставках
Вперше з пейзажним твором художник виступив ще 1862 року на Національній виставці у Мадриді («Пірінеї, краєвид»). Тоді він отримав заохочувальний приз, що було помітним успіхом, адже його були схильні вважати автодидактом.
Серед перших творів митця-початківця — «Пейзаж Ель-Пардо з вершником, коли розвіявся туман» 1867 р. Пейзаж у Мадриді отримав другу медаль і викликав фурор, позаяк пейзаж не мав розповсюдження у іспанській художній практиці, де століттями панували біблійні картини чи історичний живопис (панували вони і на національних виставках в XIX ст.)
Його твори мали успіх і надалі, коли його картини виставляли Всесвітня виставка у Філадельфії (1876), у Мюнхені (1883), у Чикаго (1893).

## Переїзд до Малаги
1870 року художник прибув до міста Малага, де про цікаву замову для нього подбав художник Бернардо Феррандіс Баденес (1835—1885). Антоніо Муньйос створив художній плафон для місцевого театру Сервантеса.
До цього періоду належать його самостійні спроби у побутовому жанрі, картини «Хор черниць», «Сюрприз», «Милосердя», «Аве Марія». Картина «Хор черниць» була придбана до державних збірок і виправила матеріальний стан художника.
Малага зіграла і роль у приватному житті художника. Він зустрів тут кохану, узяв з нею шлюб і у подружжя народився син Хоакін.

## Друга подорож до Італії
1881 року він отримав медаль за власну картину «Отелло і Дездемона», а також грошову суму. Антоніо Муньйос витратив гроші на другу подорож до Італії, куди відбув у жовтні того ж року. Першу подорож до Італії він здійснив ще у молоді роки, коли мав мало грошей і ще менше стриманості в поведінці, а насолодами тоді він нагородив себе за бідняцькі роки. Тепер у Італію він прибув популярним іспанським художником у віці 41 рік. В Італії він перебував недовго, пояснюючи це тим, що напланував відвідати Марокко. Ймовірно, він також відвідав арабський Єгипет, Сирію та Палестину. Про перебування там свідчили його картини орієнтального спрямування з деталями, запозиченими з натурних вражень. Він рано зацікавився проблемами освітлення. Все це продовжилось і в творах зрілих років. Незвичним постав і його «Єрусалим», поданий художником як бідняцьке і провінційне місто в нічному освітленні. Аби не назва, це місто можна було би сприйняти як куточок добре йому відомої Малаги чи Кордови.

## Переїзд до Мадрида
Авторитет Антоніо Муньйоса зростав і це вдало позначилось на його адміністративній кар'єрі. 1898 року помер професор пейзажної катедри Карлос де Хас в мадридській Академії Сан-Фернандо. Антоніо Муньйос отримав запрошення на цю посаду. 1899 року він прибув у Мадрид, а 1901 року вже став президентом академії. З посади президента академії він пішов у 1912 році за віком (йому було 72). Низка іспанських художників могла називати його власним вчителем. Серед них і молодий та амбітний Пабло Пікассо.

## Коливання художньої манери

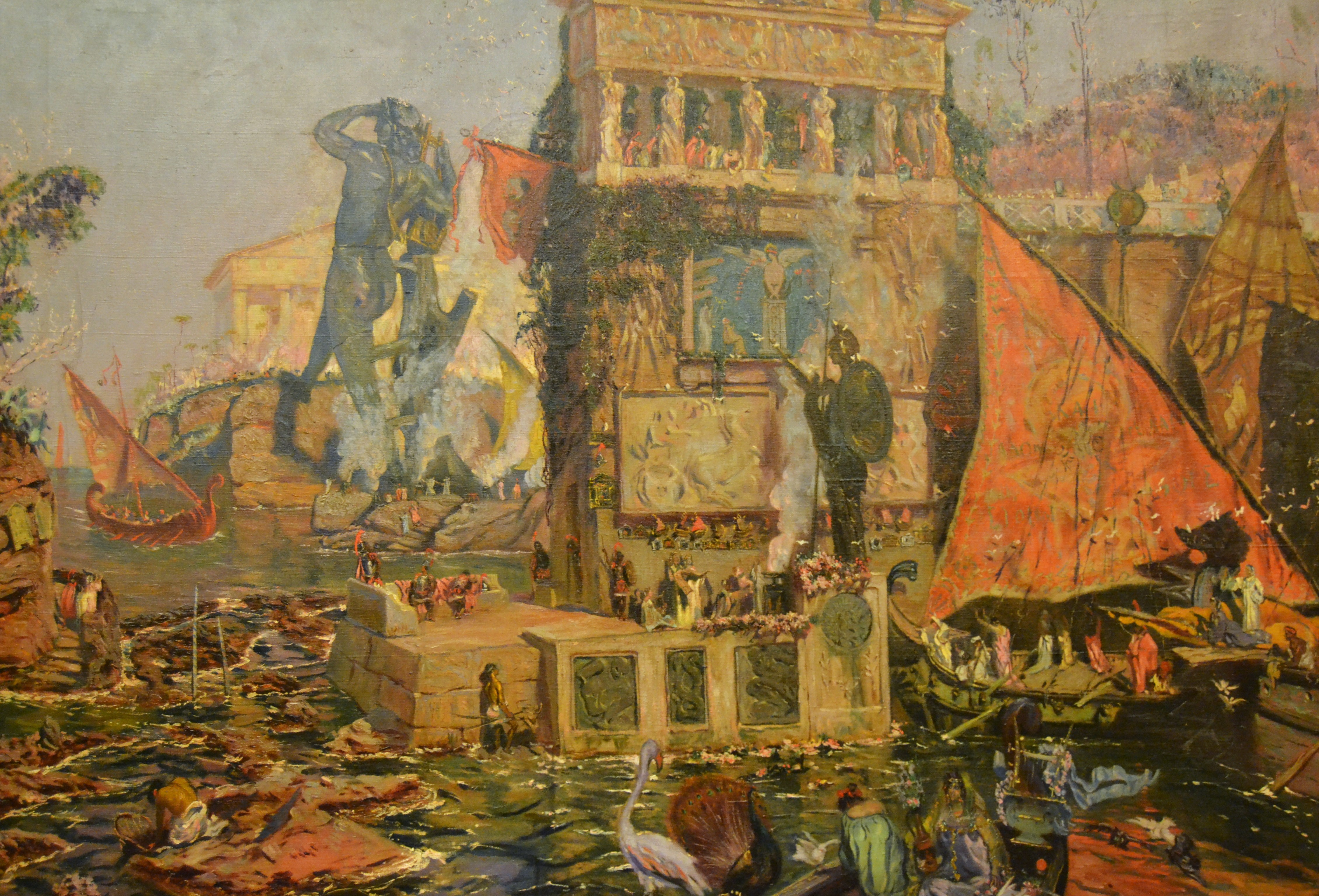
Антоніо Муньйос. «Колос Родоський», 1914 р.

Капіталістичні паростки були особливо помітними в Каталонії, котра трохи менше була зачеплена економічною кризою. Антоніо Муньйос був художником перехідної доби, позаяк навіть у проблемній Іспанії в другій половині XIX ст. розпочалися зрушення суспільні, економічні, культурні і політичні. Його художня манера не була постійною і коливала від академізму до нічим не прикрашеного реалізму.
Антоніо Муньйос міг після створення «Старого паломника», «Сільського коваля» і непарадної Гранади («У Гранаді йде дощ»), реалістичних і правдиво-високохудожніх, створити «Колоса Родоського» (1914 р.), з переускладненою композицією, з безліччю побутових сценок і деталей, цілком в стилістиці салонного мистецтва і гірших рис академізму. Картину важко назвати вдалою навіть якщо розглядати її як суто декоративне і фантазійне полотно. Все це притаманно і картині «Купальня німф» останнього періоду творчості.

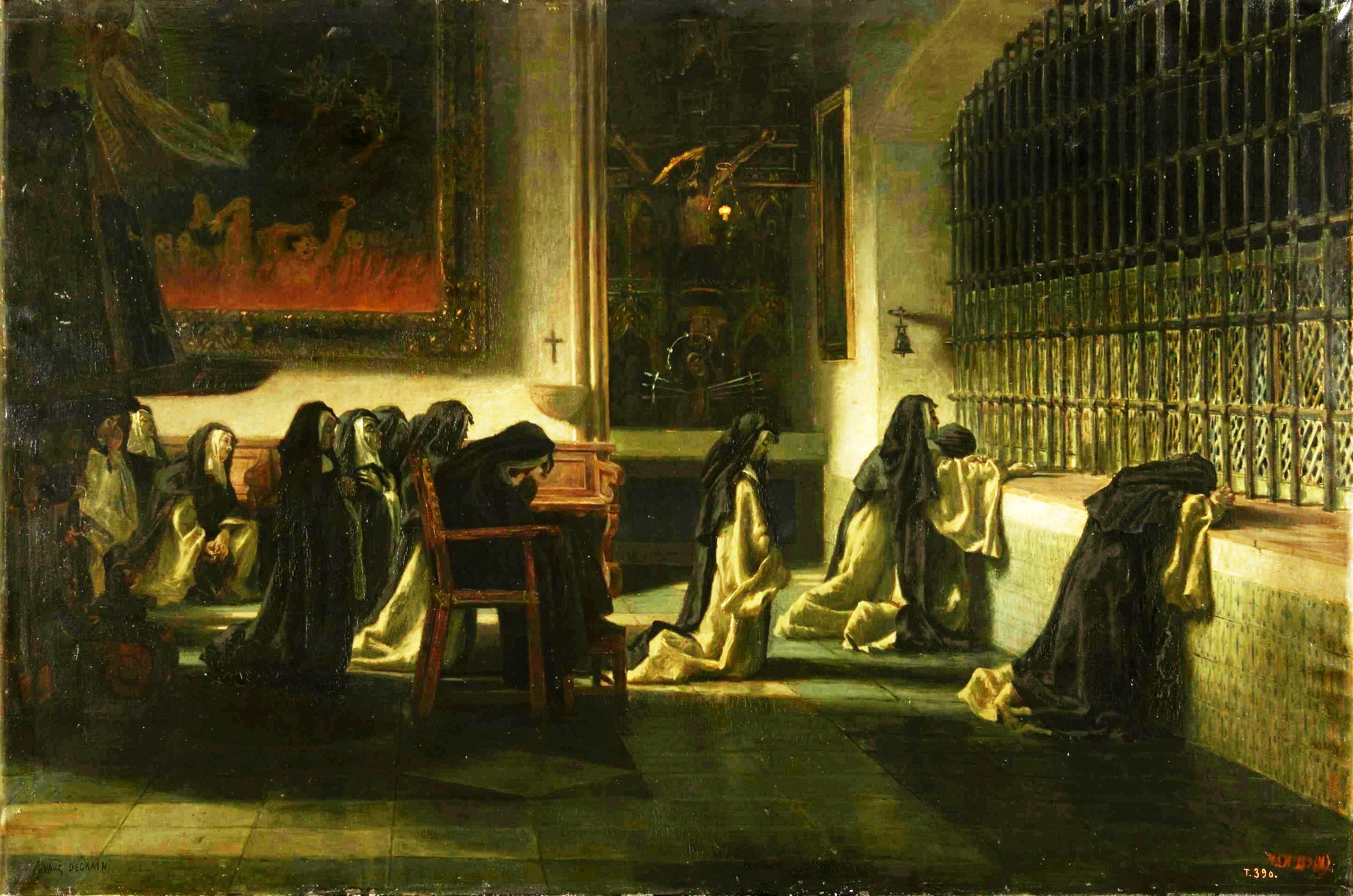
Антоніо Муньйос. «Молитва», 1871 р.
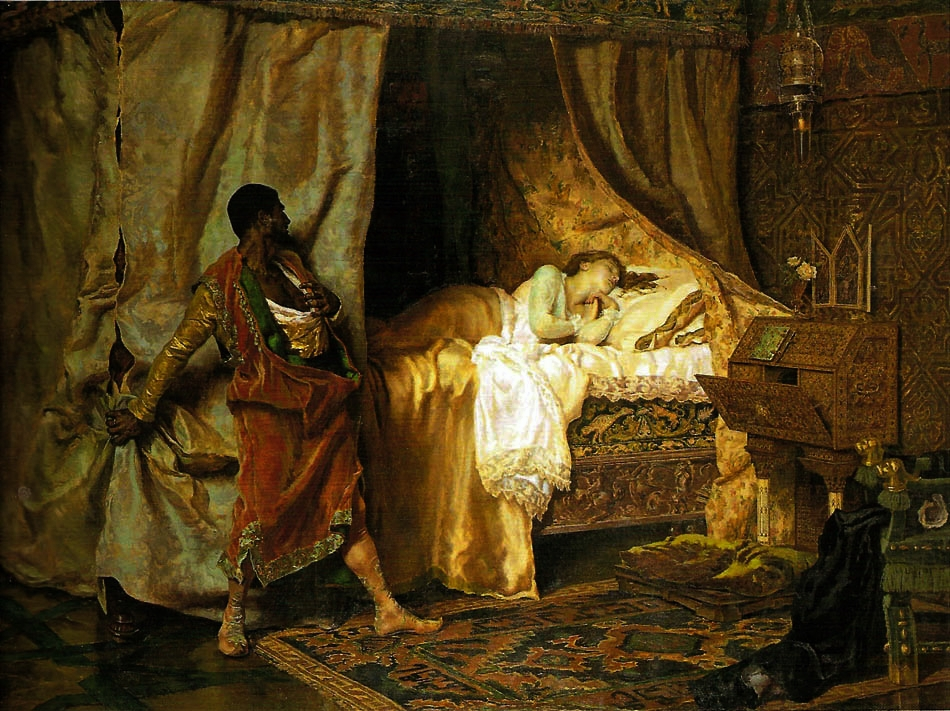
Антоніо Муньйос. «Отелло і Дездемона», 1880 р.
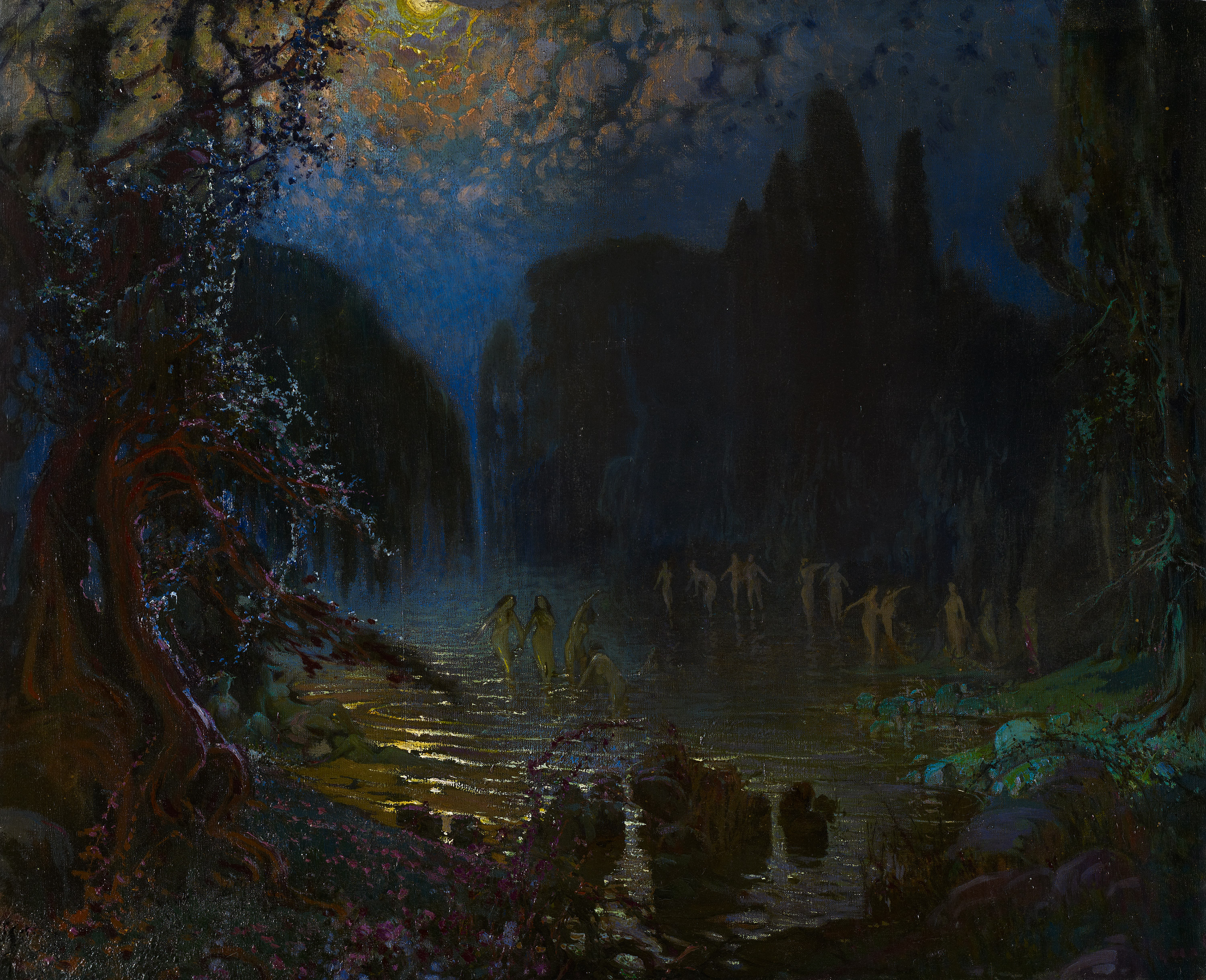
Антоніо Муньйос. «Купальня німф», перші десятиліття 20 ст.

## Смерть
Художник помер 12 жовтня 1924 р. Мармурове погруддя на честь художника встановили в парку Малаги.

## Обрані твори
- «Долина Мурта (Алсіра)»

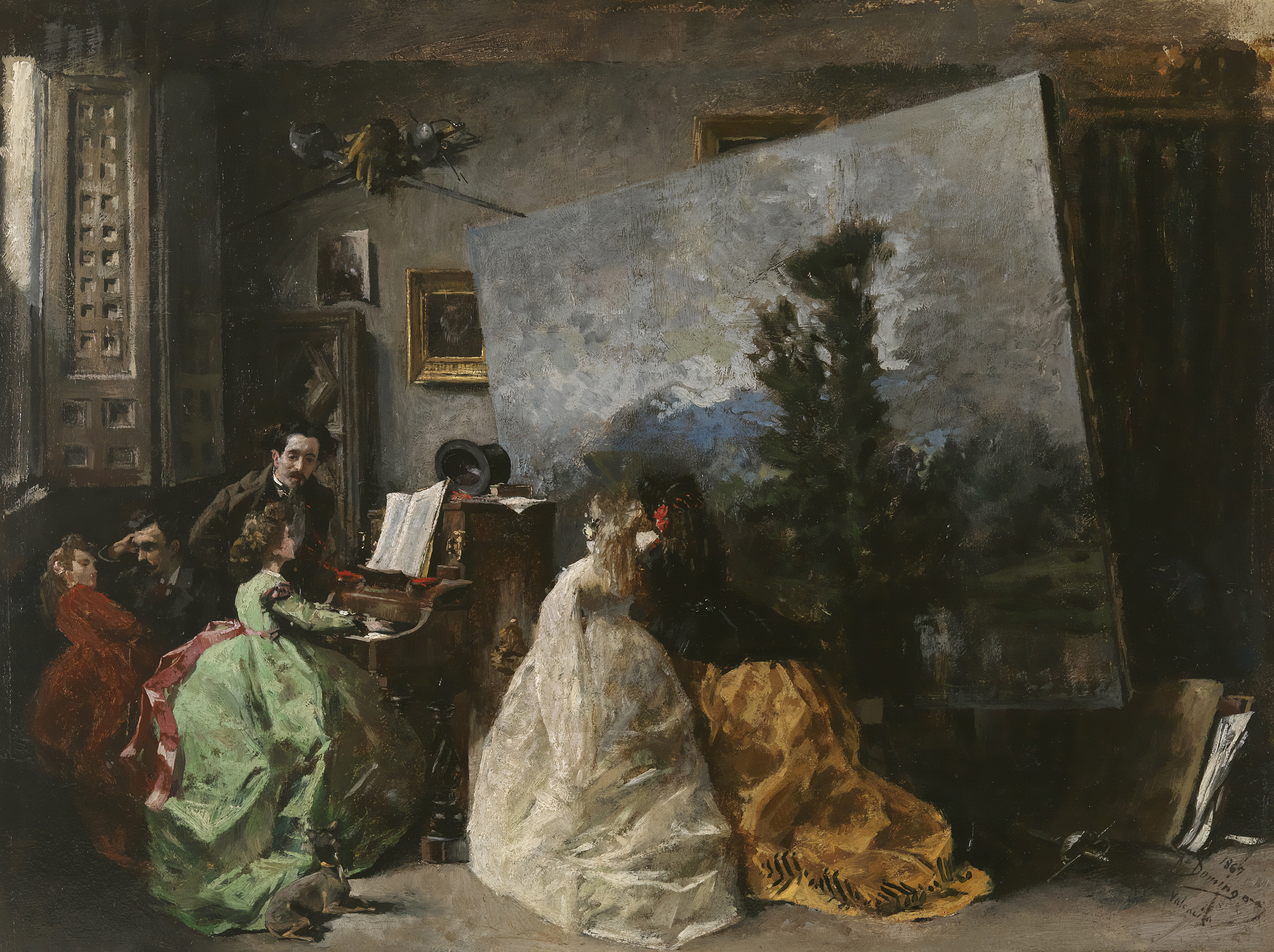
Худ. Франсіко Домінгес Маркес. «Майстерня Антоніо Муньйоса Деграна у Валенсії». 1867 рік. Національний музей Прадо

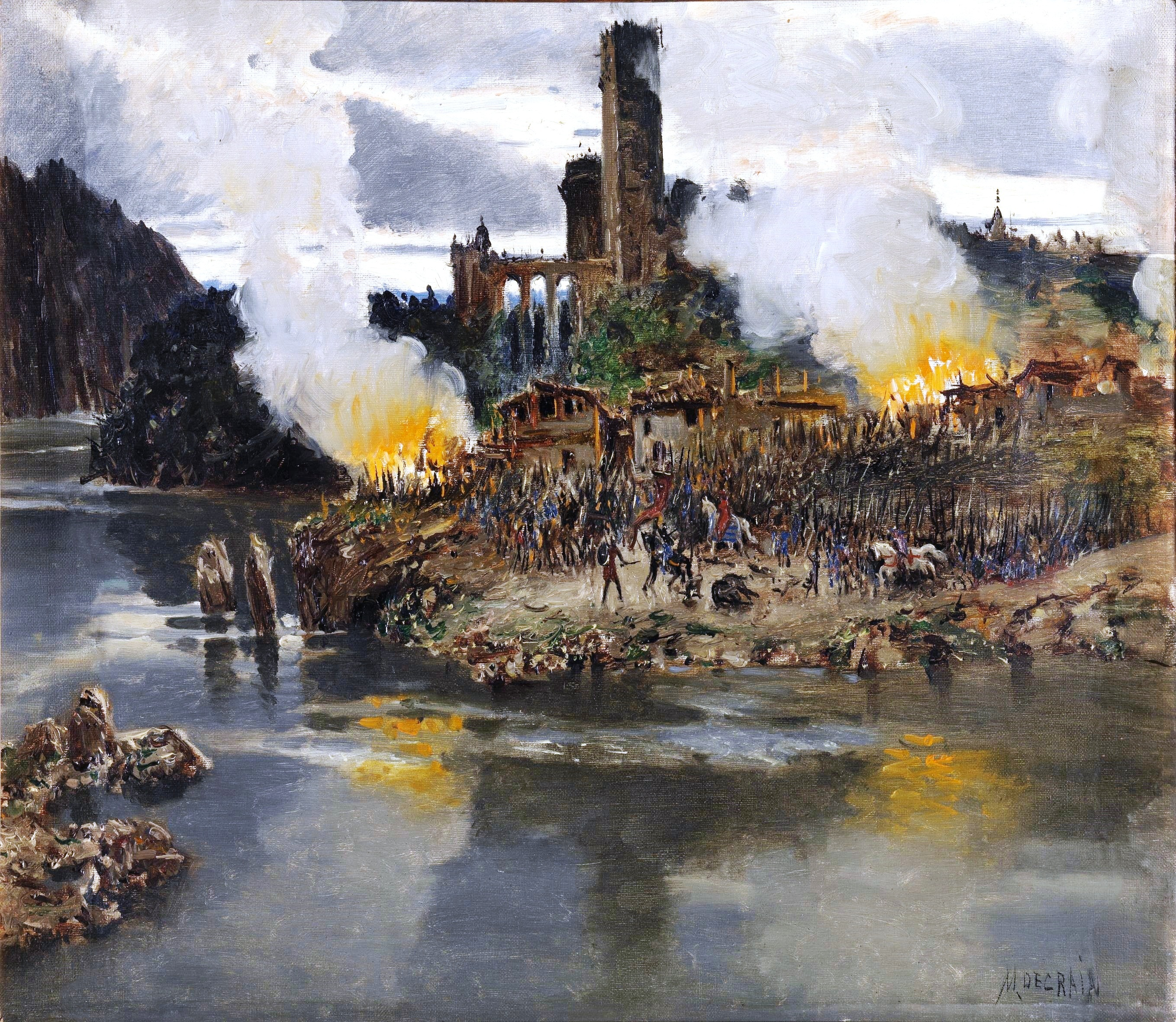
Антоніо Муньйос Дегран. «Фантазійна баталія», бл. 1900 р.

- «Пейзаж Ель-Пардо з вершником, коли розвіявся туман», 1866
- «Молитва», 1871
- Плафон «Алегорія» для театру Сервантеса, місто Малага, 1870
- «Хор чорниць»
- «Милосердя»
- «Аве Марія»
- «Старий паломник по святим місцям»
- «Праля»
- «Іспити на знання католицької доктрини», 1876
- «Останній друг», 1879
- «Хвалько», 1880
- «Отелло і Дездемона», 1881
- «Спогади про Гранаду», 1881
- «До весілля», 1882
- «Венеція, лагуна», 1886
- «Дездемона», 1887
- «У Гранаді йде дощ»
- «Повінь в Мурсії», 1892
- «Багаття на березі Тібру», 1893
- «Фантазійна баталія», бл. 1900 р.
- «Вогонь», 1900
- «Захід сонця», 1900
- «Жінки-пралі», 1903
- «Толедо, дворик», 1904
- «Хлопчик в капелюшку», 1906
- «Сільський коваль», 1909
- «Христос на Тіверіадському озері», 1909
- «Панорама в Арагоні», 1912
- «Колос Родоський», 1914
- «Куточок Венеції», 1914
- «Краєвид Гранади», 1915

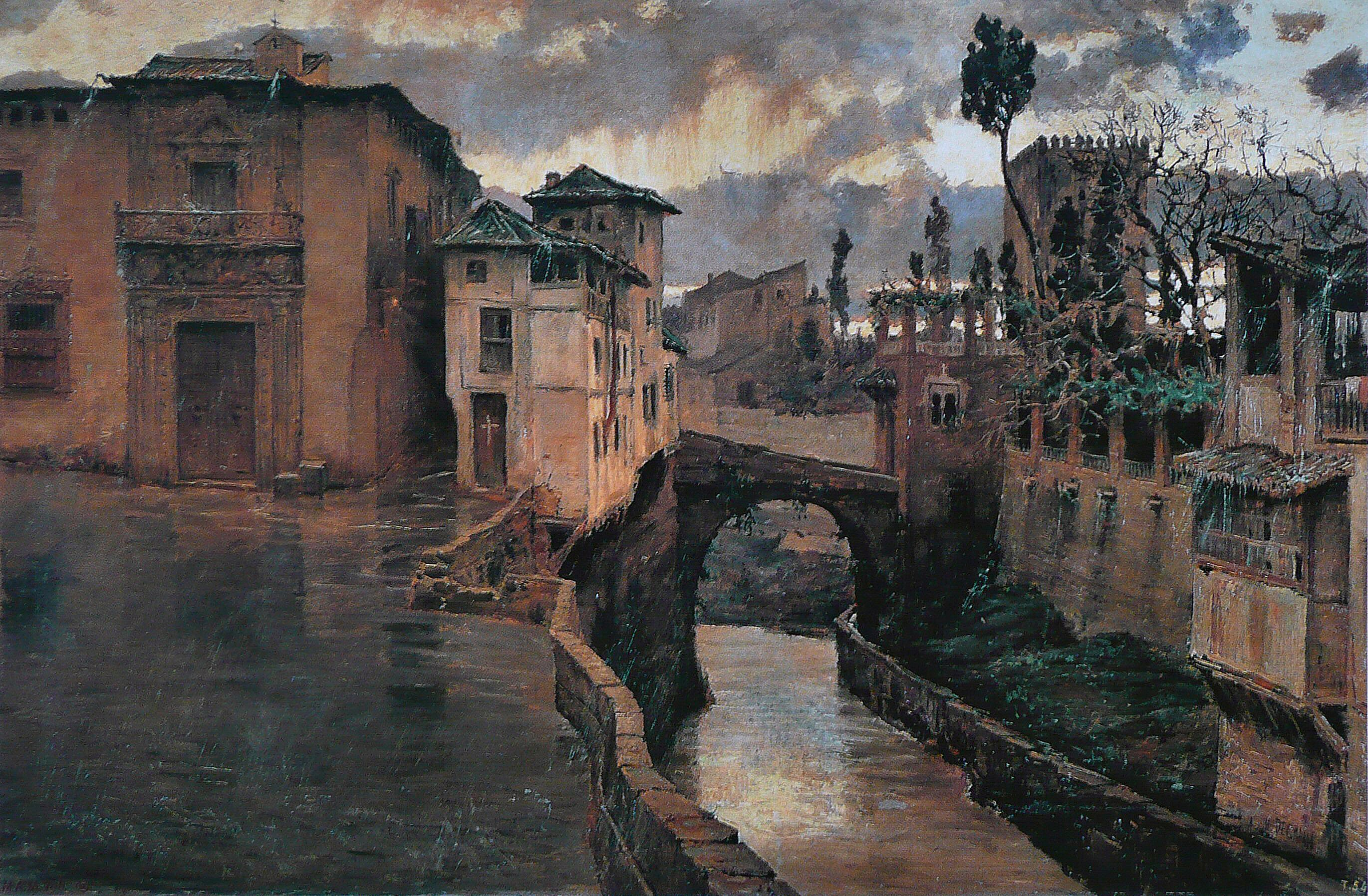
Антоніо Муньйос. «У Гранаді йде дощ», Національний музей Прадо, друга половина 19 ст.
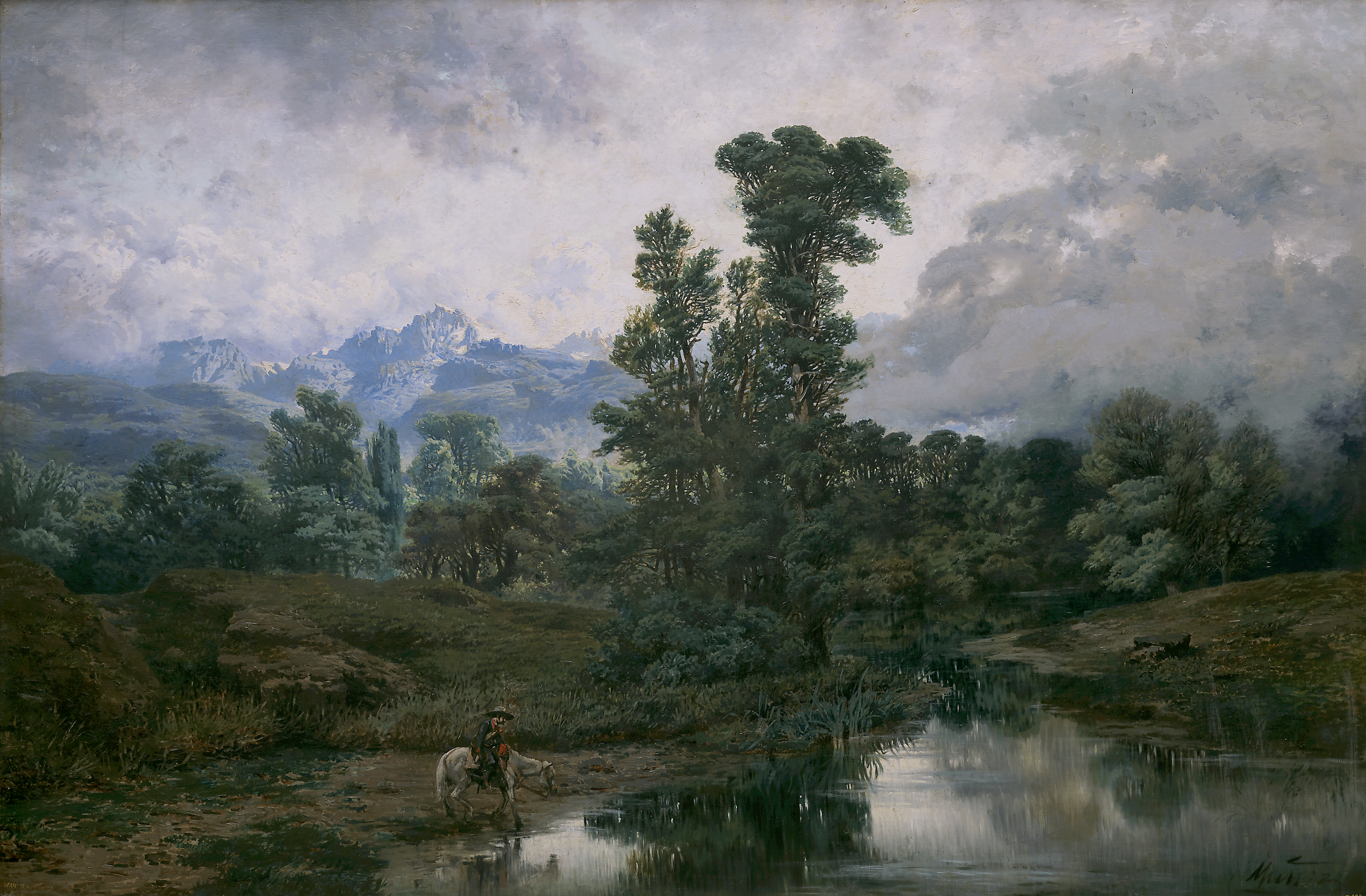
Антоніо Муньйос. «Пейзаж Ель-Пардо з вершником, коли розвіявся туман», 1866 р., Національний музей Прадо, Мадрид
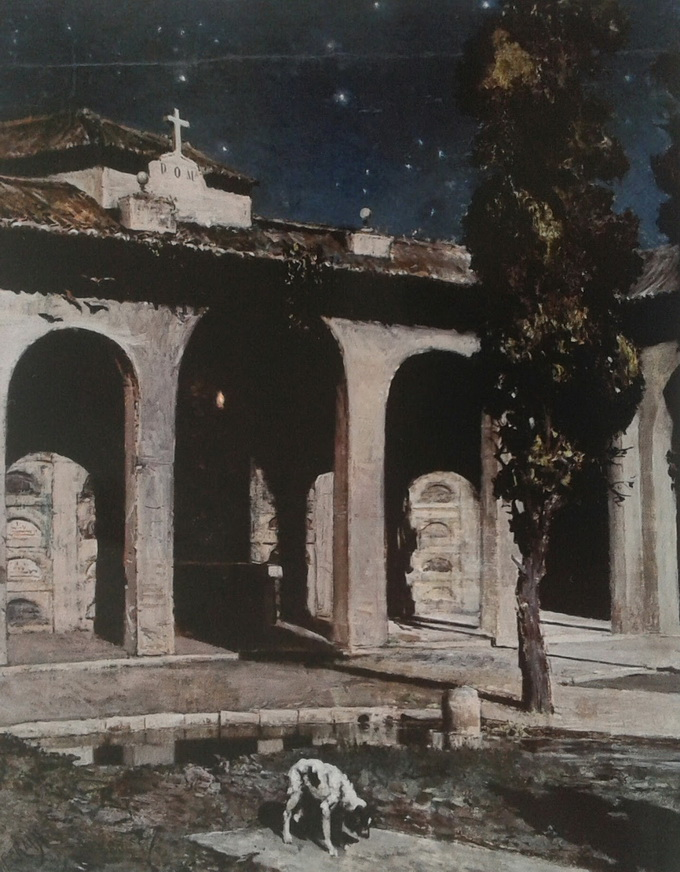
Антоніо Муньйос. «Останній друг», 1879 р.
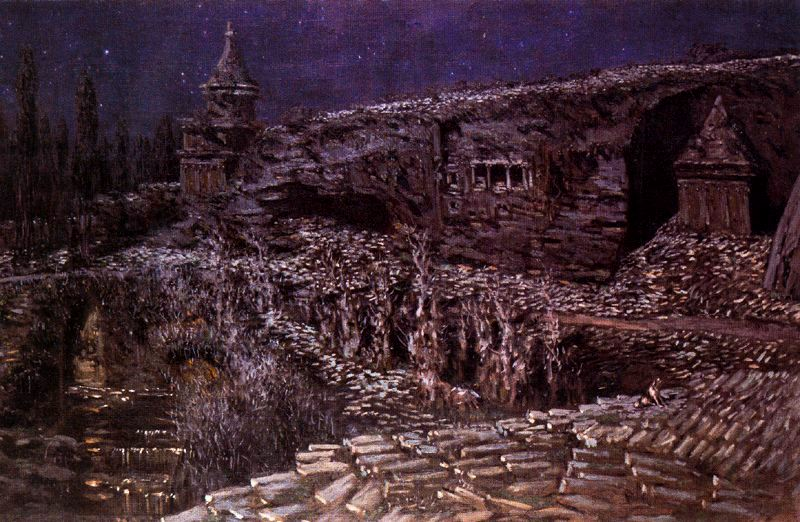
Антоніо Муньйос. «Єрусалим вночі», 1882 р.
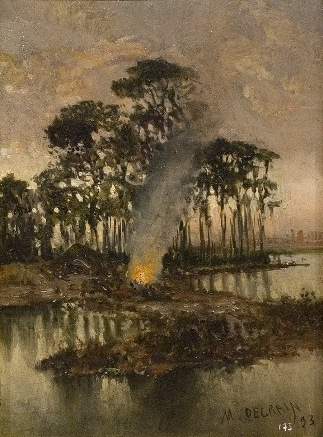
Антоніо Муньйос. «Багаття на березі Тібра», 1893 р.
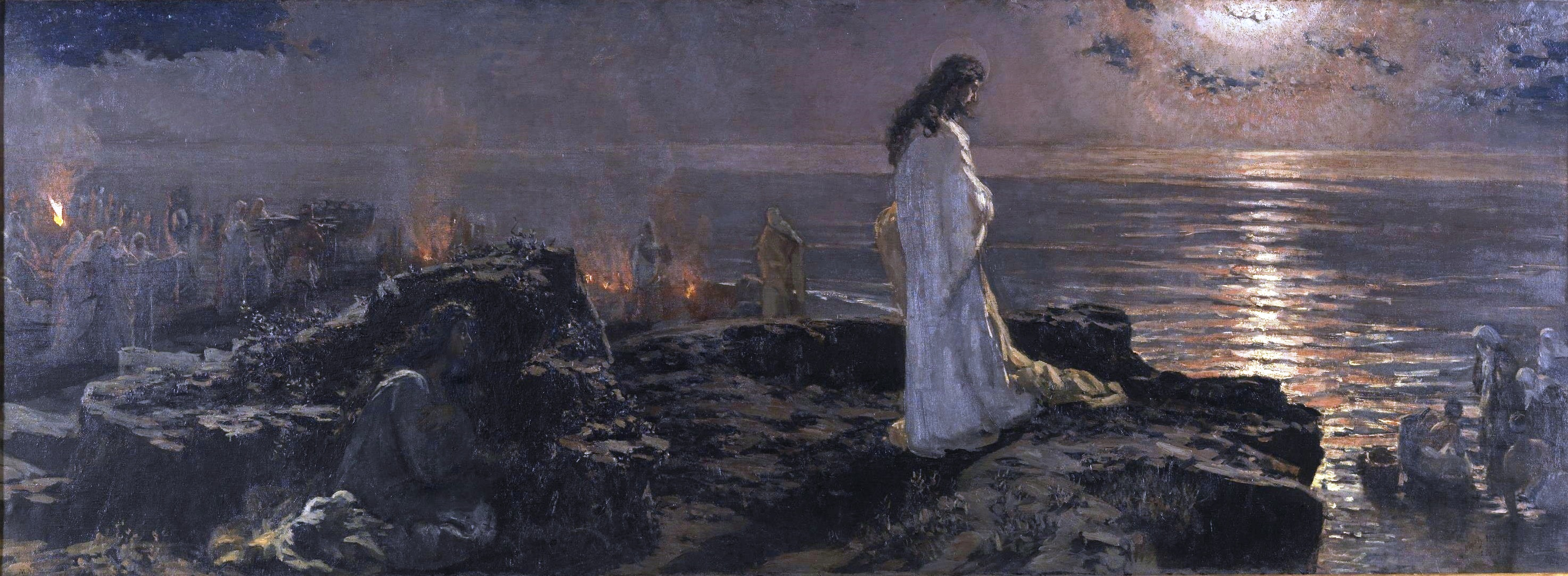
Антоніо Муньйос. «Христос на Тіверіадському озері», 1909 р.
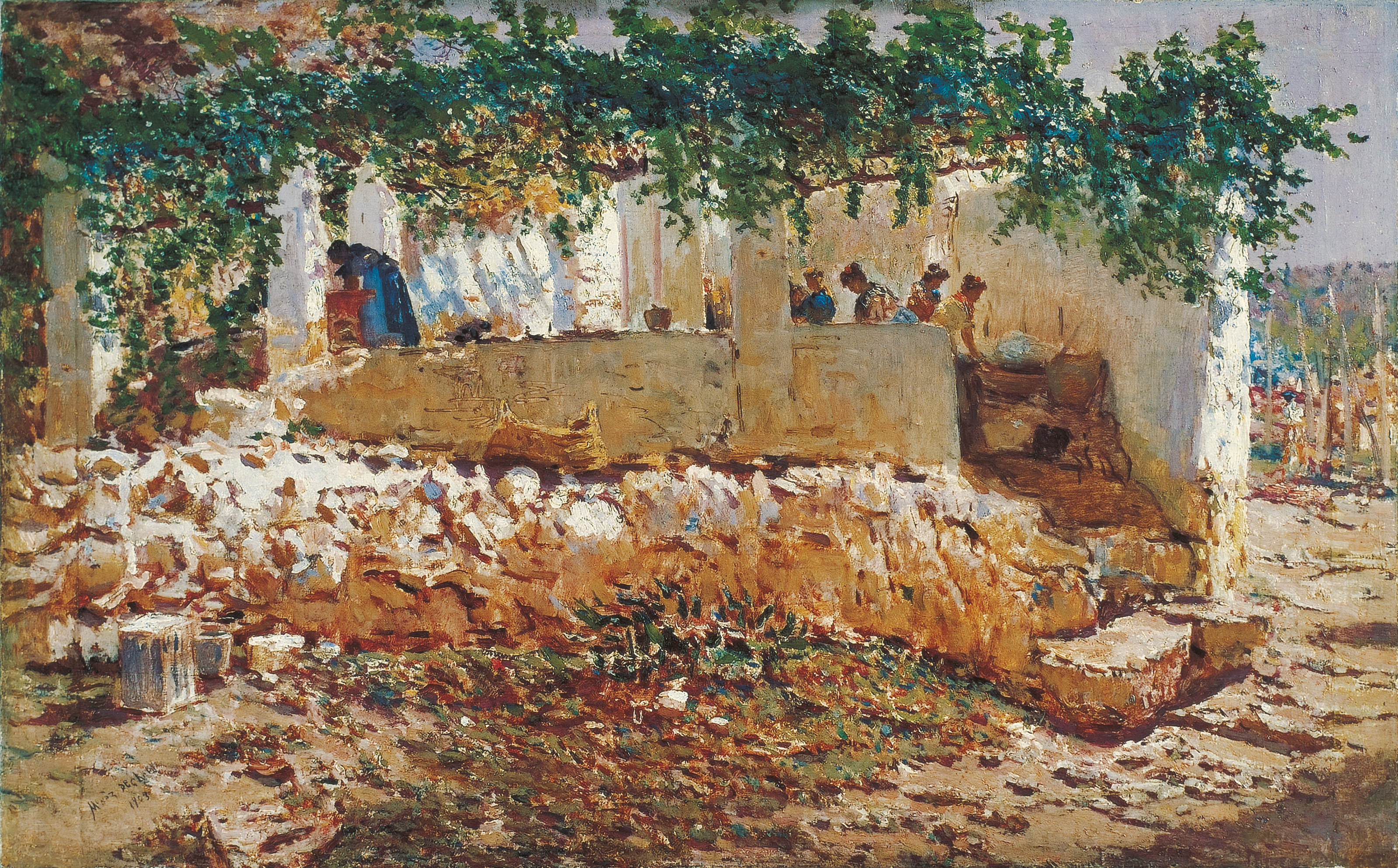
Антоніо Муньйос. «Жінки-пралі», 1903 р.
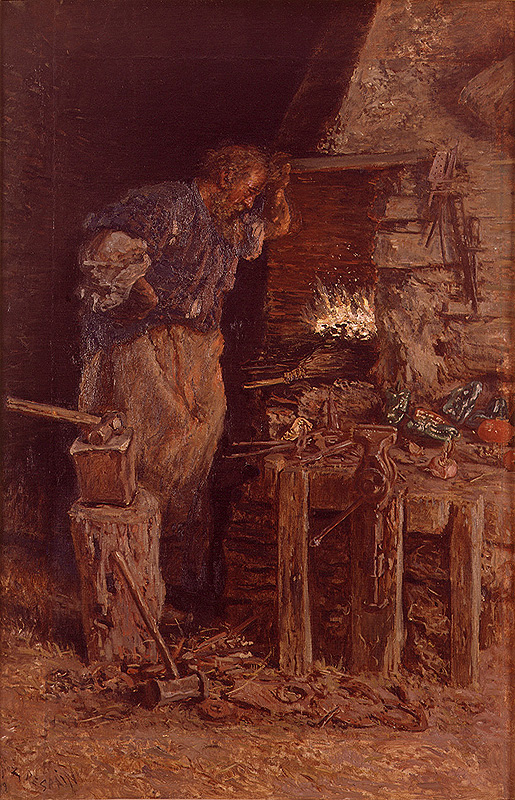
Антоніо Муньйос. «Сільський коваль», 1909 р.
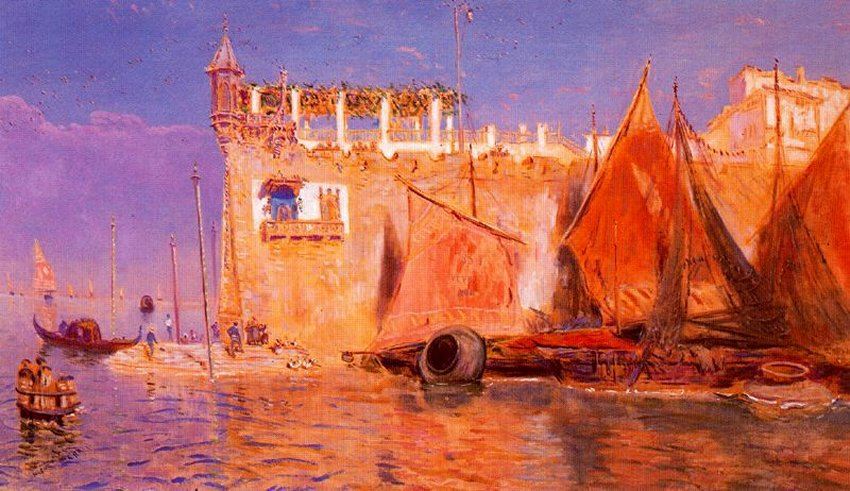
Антоніо Муньйос. «Куточок Венеці», 1914 р.